# Design for manufacture
Design for manufacture (DFM) er en generel ingeniøropgave med det formål at fremstille produkter der designes med hele produktets livscyklus for øje som f.eks. fremstilling, montage, test, lagring, transport, brug, vedligeholdelse, bortskaffelse mv. og sammenholdes med de ønskede produktegenskaber som f.eks. kvalitet, omkostninger, fleksibilitet, risiko, miljø med mv.
Erfaringer viser, at ca. 35 % af de efterfølgende produktionsomkostninger kan reduceres og at tiden fra produktidé til indkørt produktionsudstyr kan halveres. DFM processen varetages optimalt af udviklingsfunktion, produktion og marketing i fællesskab og bør forløbe fra den konceptuelle udviklingsfase og til idriftsættelse.